# 농노제

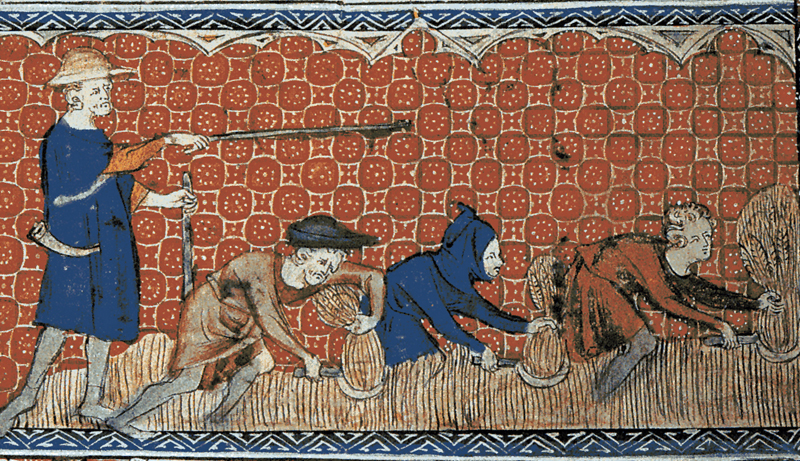

농노제(農奴制, serfdom)는 주로 봉건제(feudalism) 하에서 대부분의 농민에게 적용되는 사회적 제도였다. 특히 유럽에서 고대 후기와 중세 초기에 발전하여 지역에 따라 늦게는 19세기까지 남아있었다.
노예제와는 공통점도, 차이점도 있는데 그 구분에 관해서는 학자마다 견해 차이가 있다. 농노는 노예와 달리 사고 파는 거래의 대상이 아니었지만, 일부 지역에서는 토지와 함께 팔리는 경우도 있었고 러시아의 홀로프(холоп)와 같이 노예와 구분이 모호한 경우도 있었다.
토지를 점유한 농노는 그 땅을 가진 영주나 무사 계급에게 채무나 계약관계로 묶여, 이동의 자유가 거의 없이 영주가 운영하는 토지에 예속된 상태였다. 이들은 영지나 장원 등 영주가 통제하는 사회에 예속되어 각종 부역, 공납과 의무 행위를 제공해야 했다. 그 대가로 이들은 영주의 보호, 법치, 그리고 생계 유지를 위한 특정 밭의 경작권을 받았다. 이러한 영지는 봉건시대 사회의 기본 단위를 형성했다.
한 주요한 견해에 따르면, 서유럽에서 농노제의 쇠퇴는 1347년 유럽에 도달하여 수많은 사상자를 낸 흑사병의 창궐, 그리고 이에 따른 사회 제도의 혼란에 기인한다. 한편 흑사병의 영향을 덜 받은 중부 유럽과 동유럽에서는 오히려 농노제가 강화되었다. 러시아에서는 유럽식 농노제가 사실상 일반적인 노예제로 발전했고, 1861년 폐지 때까지 유지되었다. 스칸디나비아 반도(핀란드, 노르웨이, 스웨덴)에서는 온전한 봉건제가 확립된 적이 없으며, 농노제도 존재하지 않았다. 봉건제의 개념은 학자에 따라 종종 고대 페르시아, 이슬람 세계, 고대 중국, 중세 일본 등의 사회 제도를 포괄하는 것으로 확장되나, 이러한 용법에 관해서는 논란의 여지가 있다.

## 용어
영어에서 serf와 villein은 실제 의미에 약간 차이가 있다. 자세한 내용은 en:Serfdom과 en:Villein 문서를 참조.

## 유럽의 농노제
농노제는 단일한 제도가 아니라, 당대 유럽의 유사한 여러 제도를 통틀어 가리키는 말이다.

## 같이 보기
- 쿨리 (노동자)
- 엔코미엔다
- 봉건제
- 아시엔다
- 콜호스
- 장원 (봉건제)
- 미니스테리알레
- 장원 (일본사)
- 스렐
- 요먼
- 일본의 율령제
- 중국 봉건제